# Грабово (Пензенская область)
Грабово — село в Бессоновском районе Пензенской области, центр Грабовского сельского поселения. Расположено в 6 км к северу от районного центра села Бессоновка и в 12 км к северу от Пензы, на левом берегу реки Суры при впадении в неё реки Колоярки. Железнодорожная станция Грабово на линии Пенза — Рузаевка. Через село проходит автодорога Пенза — Саранск.

## История
Село возникло на землях дворян Крабовых, пожалованных наделами по течению Суры в 1678 году. Со временем название «Крабово» превратилось в «Грабово».
В 1823 году Грабово купил богатый саратовский откупщик М. А. Устинов, выстроивший здесь каменную церковь.
Сохранившийся усадебный дом в духе эклектики построил в усадьбе Грабовка его внук Александр Михайлович Устинов (1843—1912), сын дипломата М. М. Устинова.

## Население
| 1710  | 1864  | 1877  | 1897  | 1911  | 1926  | 1930  |
| ----- | ----- | ----- | ----- | ----- | ----- | ----- |
| 397   | ↘338  | ↗440  | ↗720  | ↘651  | ↗1059 | ↘804  |
| 1959  | 1970  | 1979  | 1989  | 1998  | 2002  | 2010  |
| ↗2775 | ↗5205 | ↗7912 | ↘7698 | ↘7491 | ↘7401 | ↗8048 |
| 2021  |       |       |       |       |       |       |
| ↘7792 |       |       |       |       |       |       |

## Автомобильный завод
В 1941 году в селе разместили эвакуированный из Мелитополя завод имени В. Воровского. Ныне это ОАО «Завод ГРАЗ» (Грабовский автомобильный завод). В годы Великой Отечественной войны завод производил запасные части для топливозаправщиков, машины для дегазации, отдельные запасные части, комплектующие миномётов. В 1946 году завод почти полностью был уничтожен пожаром. После восстановления завод получил наименование Грабовский механический завод. Он выпускал строительные механизмы, разнообразную механизацию для строительных площадок. В 1949 году завод вновь был реорганизован и стал специализироваться на выпуске противопожарного оборудования, в частности выпускалась автоцистерна ПМГ-6 на шасси ГАЗ-51. Также выпускались молоковозы, топливозаправщики. В 1966 году завод стал именоваться Грабовский завод спецавтомобилей. В 2004 году завод переименован в «Грабовский автомобильный завод» (ОАО «Завод ГРАЗ»).

## Известные уроженцы
- Пётр Васильевич Моксин (1920—1945) — Герой Советского Союза, майор, командир батальона 492 стрелкового полка 199 стрелковой дивизии.
- Иван Григорьевич Кормишин (1923—1945) — Герой Советского Союза, старший лейтенант танковой роты 56-й гвардейской танковой бригады 7-го гвардейского танкового корпуса 3-й гвардейской танковой армии 1-го Украинского фронта.
- Василий Сергеевич Немчинов (1894—1964) — академик, специалист по статистике народного хозяйства.
- Сусанна Альфонсовна Укше (1885—1945) — российская и советская поэтесса-акмеистка.